# Humberto Rodríguez Bañuelos
Jorge Humberto Rodríguez Bañuelos, bijgenaamd La Rana (De Kikker), is een Mexicaans crimineel die in 1993 kardinaal Juan Jesús Posadas Ocampo vermoordde. 
Hij was een voormalig politieagent, maar hij sloot zich aan bij het drugskartel van Ramón Arellano Félix. Hij werd ervan verdacht in 1983 een rivaliserende drugsbaron om het leven te hebben gebracht. Op 24 mei 1993 vermoordde hij de kardinaal op de parkeerplaats van het vliegveld van Guadalajara. Volgens de rechter verwarde hij de kardinaal met Joaquín Guzmán Loera, de leider van een rivaliserende bende.

De rooms-katholieke kerk plaatste vraagtekens bij de officiële versie van het verhaal. Volgens de Kerk werd kardinaal Ocampo vermoord omdat hij afwist van banden tussen drugskartels en politici, en dan met name toenmalig president Carlos Salinas de Gortari.
In 2001 werd Rodriguez Banuelos opgepakt na een schietpartij in Tijuana. Het duurde een tijdje voor hij geïdentificeerd werd, omdat hij intussen plastische chirurgie had ondergaan. Op 9 december 2005 werd hij tot 40 jaar gevangenisstraf veroordeeld, de maximumstraf voor moord. De rechter zei dat hij eigenlijk 400 jaar verdiende voor het vermoorden van een geestelijke in een rooms-katholiek land. Naast Rodríguez kregen nog 11 medeplichtigen straf.